# Elena Aiello
Blažena Elena Aiello (Montalto Uffugo, 10. travnja 1895. - Rim, 19. lipnja 1961.) - talijanska časna sestra, blaženica, osnivačica svjetovnog reda Muke Gospodina našega Isusa Krista
Rođena je u talijanskom gradu Montalto Uffugu, u obitelji farmera 1895. godine. Odmalena je zavoljela kršćansku vjeru. Majka joj je rano preminula. Bila je jako pobožna i željela je biti časna sestra. Morala je pričekati, da prođe Prvi svjetski rat, za vrijeme kojeg je pomagala stradalnicima. Ušla je u redovničku zajednicu Kćeri milosrđa Predragocjene Krvi, gdje je pronašla svoj duhovni ideal.
Tijekom novicijata njezini zdravstveni problemi pogoršali su se. Morala se iz samostana nevoljko vratiti kući, radi liječenja. Dijagnosticiran joj je bio rak želuca. Molila se sv. Riti za ozdravljenje, što se i dogodilo te je ozdravila od raka, ali joj je ostala bol u ramenu.
Počevši od Velikog petka 1923., Elena je imala stigme svakog Velikog petka, sve do svoje smrti 1961. godine. Dakle, ukupno 38 godina.
Dana, 29. siječnja 1928. osnovala je svjetovni red Muke Gospodina našega Isusa Krista, kako bi napuštenoj djeci pružila materijalnu i duhovnu utjehu, a istovremeno imala kontemplativni život, usredotočen na duhovnost okrenutu muci Kristovoj.
Njezin mistični život doveo ju je do toga, da prima mnoge hodočasnike koji su dolazili tražiti savjet i zagovor od časne sestre. Godine 1940., po Isusovom nalogu, kako je sama rekla, otišla je toliko daleko da je pisala Benitu Mussoliniju kako bi ga odgovorila od suradnje s Adolfom Hitlerom. Imala je i povjerenje pape Pija XII. Preminula je u Rimu 19. lipnja 1961. godine.
Proces proglašenja blaženom započeo je 7. siječnja 1982. Papa Ivan Pavao II. proglasio ju je časnom službenicom Božjom 22. siječnja 1991. Papa Benedikt XVI. potvrdio je njezinu beatifikaciju 2. travnja 2011. Kardinal Angelo Amato predvodio je slavlje u papino ime u Cosenzi 14. rujna 2011. 